# Rhyl FC
Rhyl FC este un club de fotbal din Rhyl, Țara Galilor.

## Titluri
- Prima Ligă (Țara Galilor):
  - Campioni (2): 2003-04, 2008-09
  - Locul 2 (2): 2004-05, 2006-07
- Cupa Galiei:
  - Campioni (4): 1951-52, 1952-53, 2003-04, 2005-06
  - Locul 2 (4): 1926-27, 1929-30, 1936-37, 1992-93
- Cupa Ligii:
  - Campioni (2):  2002-2003, 2003-04

## Recorduri
- Cea mai mare victorie: 7–0 cu împotriva echipei Llanelli AFC, 2000
- Cea mai mare înfrângere: 0-8 cu Caernarfon Town în 1995.